# آزادکند، نخجوان
آزادکَند (به ترکی آذربایجانی: Azadkənd) یک منطقهٔ مسکونی در جمهوری آذربایجان است که در شهرستان اردوباد واقع شده‌است. آزادکند ۱٬۰۵۴ نفر جمعیت دارد.
کند (برگرفته از فعل فارسی کندن) واژه‌ای فارسی به معنای روستا (زمین کنده‌شده برای کشت و ساخت) است و آزادکند به معنی «روستای آزاد» است.
آزادکند در قدیم آزاد نام داشت و شهری آباد از شهرهای ایران و محل تهیه شراب بود که در حمله مغول نابود شد. لغت‌نامه دهخدا در مورد این شهر می‌نویسد: آزاد، نام قصبه‌ای از توابع نخجوان که شراب و انگور آن مشهور به‌خوبی است؛ و مردم آن سفیدفام و نیکوروی باشند.